# Roncus gestroi
Roncus gestroi är en spindeldjursart som beskrevs av Beier 1930. Roncus gestroi ingår i släktet Roncus och familjen helplåtklokrypare. Inga underarter finns listade i Catalogue of Life.